# 水谷浩
水谷 浩（みずたに ひろし、1906年1月17日 - 1971年5月16日）は、日本の映画美術家・美術監督。

## 人物・来歴
1906年（明治39年）1月17日、岐阜県に生まれる。
東京に移り、旧制・東京美術学校（現在の東京藝術大学）に入学する。同校在学中である1927年（昭和2年）、松竹蒲田撮影所に入社、大道具課装置係に配属される。同校はのちに卒業した。同撮影所では、1929年（昭和4年）、清水宏監督の『不壊の白珠』、1930年（昭和5年）、小津安二郎監督の『朗かに歩め』にいずれも「舞台設計」としてクレジットされたほか、作品名は定かではないが牛原虚彦、豊田四郎、斎藤寅次郎らの作品も手がけた。
その後、関西の映画会社・帝国キネマ演芸に移籍し、再びクレジットが見られるのは同社が新興キネマに改組されたのちの1933年（昭和8年）、溝口健二監督の『祇園祭』であり、「美術」とクレジットされている。1935年（昭和10年）、同社が現代劇のための東京撮影所（現在の東映東京撮影所）を新設、水谷は同撮影所に異動している。1939年（昭和14年）には、松竹京都撮影所に溝口健二とともに招かれて移籍した。
第二次世界大戦後の1951年（昭和26年）、溝口とともに大映京都撮影所に移籍する。その後は溝口とともに児井プロダクション製作の『西鶴一代女』（1952年）、大映京都とショウ・ブラザースの合作『楊貴妃』（1955年）、大映東京撮影所（現在の角川大映撮影所）製作の『赤線地帯』（1956年）等の美術を手がけるが、1956年（昭和31年）8月24日に溝口が死去した。以降も、松竹京都撮影所や宝塚映画製作所、東京映画等で映画美術を手がけた。
1971年（昭和46年）5月16日、死去した。満65歳没。
没後35年が経過した2006年（平成18年）、生誕100年を記念して、同年4月4日 - 9月24日、東京・京橋の東京国立近代美術館フィルムセンターで、「溝口芸術を支えた伝説の映画美術監督、水谷浩の人と仕事」として、展覧会『生誕100周年記念 美術監督 水谷浩の仕事』が開催された。水谷の遺した資料の大半は東京国立近代美術館フィルムセンターに寄贈されたが、それ以前の1961年に、溝口健二作品の美術資料の一部は水谷本人の手でフランスのシネマテーク・フランセーズに寄贈されている。

## フィルモグラフィ
- 不壊の白珠（監督清水宏、松竹蒲田撮影所、1929年） - 舞台設計
- 朗かに歩め（監督小津安二郎、松竹蒲田撮影所、1930年） - 舞台設計
- 祇園祭（監督溝口健二、新興キネマ、1933年） - 美術
- 警察官（監督内田吐夢、新興キネマ、1933年） - 舞台設計
- 神風連（監督溝口健二、入江プロダクション、1934年） - 美術
- 霧笛（監督村田実、新興キネマ京都撮影所、1934年） - 美術考証・舞台設計
- 竜涎香（監督曽根千晴、高田プロダクション、1935年） - 美術
- 大尉の娘（監督野淵昶、松竹興行現代劇部・芸術座・新興キネマ東京撮影所、1936年） - 舞台設計
- 半島の舞姫（監督今日出海、新興キネマ東京撮影所、1936年） - 美術
- 桜の園（監督村田実、新興キネマ東京撮影所、1936年） - 美術
- 開拓者（監督田中重雄、新興キネマ東京撮影所、1937年） - 美術
- 熊の唄（監督田中重雄、新興キネマ東京撮影所、1937年 - 美術
- 愛怨峡（監督溝口健二、新興キネマ東京大泉撮影所、1937年） - 美術監督
- 美しき鷹（監督田中重雄、新興キネマ東京撮影所、1937年） - 美術
- 露営の歌（監督溝口健二、新興キネマ東京撮影所、1938年） - 美術
- 母の魂（監督田中重雄、新興キネマ東京撮影所、1938年） - 美術
- 応援歌（監督清水宏、新興キネマ東京撮影所、1938年） - 美術
- あゝ故郷（監督溝口健二、新興キネマ東京撮影所、1938年） - 美術
- 亜細亜の娘（監督田中重雄、新興キネマ東京撮影所、1938年） - 美術
- 侠艶録（監督溝口健二、新興キネマ東京撮影所、1939年） - 美術
- 結婚問答（監督田中重雄、新興キネマ東京撮影所、1939年） - 美術
- 歌う乗合馬車（監督小出英男、新興キネマ東京撮影所、1939年） - 美術
- 残菊物語（監督溝口健二、松竹京都撮影所、1939年） - 美術監督
- 浪花女（監督溝口健二、特作プロダクション、1940年） - 美術
- 芸道一代男（監督溝口健二、特作プロダクション、1941年） - 美術監督
- 元禄忠臣蔵 前篇（監督溝口健二、興亜映画・松竹京都撮影所、1941年） - 美術監督
- 元禄忠臣蔵 後篇（監督溝口健二、松竹京都撮影所、1942年） - 美術監督
- 夜の女たち（監督溝口健二、松竹京都撮影所、1948年） - 美術
- わが恋は燃えぬ（監督溝口健二、松竹京都撮影所、1949年） - 美術
- 雪夫人絵図（監督溝口健二、滝村プロダクション・新東宝、1950年） - 美術
- おぼろ駕籠（監督伊藤大輔、松竹京都撮影所、1951年） - 美術
- 偽れる盛装（監督吉村公三郎、大映京都撮影所、1951年） - 美術
- お遊さま（監督溝口健二、大映京都撮影所、1951年） - 美術
- 愛妻物語（監督新藤兼人、大映京都撮影所、1951年） - 美術
- 愛染橋（監督野淵昶、大映京都撮影所、1951年） - 美術
- 源氏物語（監督吉村公三郎、大映京都撮影所、1951年） - 美術
- 西鶴一代女（監督溝口健二、児井プロダクション・新東宝、1952年） - 美術
- お菊と播磨（監督伊藤大輔、大映京都撮影所、1954年） - 美術
- 噂の女（監督溝口健二、大映京都撮影所、1954年） - 美術
- 泥だらけの青春（監督菅井一郎、日活、1954年） - 美術
- 近松物語（監督溝口健二、大映京都撮影所、1954年） - 美術
- 初姿丑松格子（監督滝沢英輔、日活、1954年） - 美術
- 楊貴妃（監督溝口健二、大映東京撮影所・ショウ・ブラザース、1955年） - 美術
- 新・平家物語（監督溝口健二、大映京都撮影所、1955年） - 美術監督
- 応仁絵巻 吉野の盗族（監督大曾根辰夫、松竹京都撮影所、1955年） - 美術
- 元禄美少年録（監督伊藤大輔、松竹京都撮影所、1955年） - 美術
- 大当り男一代（監督大曾根辰夫、松竹京都撮影所、1956年） - 美術
- 赤線地帯（監督溝口健二、大映東京撮影所、1956年） - 美術
- 流転（監督大曾根辰夫、松竹京都撮影所、1956年） - 美術
- 遠山金さん捕物控 影に居た男（監督マキノ雅弘、宝塚映画製作所、1956年） - 美術
- 鶴八鶴次郎（監督大曾根辰夫、松竹京都撮影所、1956年） - 美術
- 京洛五人男（監督大曾根辰保、松竹京都撮影所、1956年） - 美術
- 世にも面白い男の一生 桂春団治（監督木村恵吾、宝塚映画製作所、1956年） - 美術監督
- 歌う弥次喜多 黄金道中（監督大曾根辰夫、松竹京都撮影所、1957年） - 美術
- 顔（監督大曾根辰夫、松竹京都撮影所、1957年） - 美術
- 大阪物語（監督吉村公三郎、大映京都撮影所、1957年） - 美術
- 野武士と女（監督酒井辰雄、松竹京都撮影所、1957年） - 美術
- こぶとり（監督田中喜次・持永只仁、電通映画社・人形映画製作所、1958年） - 美術監督
- 夜の鼓（監督今井正、現代ぷろだくしょん / 松竹、1958年） - 美術監督
- 呪いの笛（監督酒井辰雄、歌舞伎座、1958年） - 美術
- 女侠一代（監督内川清一郎、松竹京都撮影所、1958年） - 美術
- 江戸遊民伝（監督萩原遼、松竹京都撮影所、1959年） - 美術
- 高丸菊丸 疾風篇（監督丸根賛太郎、歌舞伎座、1959年） - 美術、特殊技術
- 太陽に背く者（監督酒井辰雄、松竹京都撮影所、1959年） - 美術
- 剣風次男侍（監督野村企鋒、松竹京都撮影所、1959年） - 美術
- パイナップル部隊（監督内川清一郎、松竹京都撮影所、1959年） - 美術
- 命との対決（監督酒井辰雄、松竹京都撮影所、1960年） - 美術
- 大穴（監督内川清一郎、松竹京都撮影所、1960年） - 美術
- 遠い一つの道（監督内川清一郎、東京映画、1960年） - 美術
- 筑豊のこどもたち（監督内川清一郎、日本映画新社・東宝、1960年） - 美術
- 夜の傾斜（監督内川清一郎、宝塚映画製作所、1962年） - 美術
- 海猫が飛んで（監督酒井辰雄、松竹京都撮影所、1962年） - 美術
- 白と黒（監督堀川弘通、東京映画、1963年） - 美術
- 甘い汗（監督豊田四郎、東京映画、1964年） - 美術
- 姿三四郎（監督内川清一郎、宝塚映画・黒澤プロダクション、1965年） - 美術
- 四谷怪談（監督豊田四郎、東京映画、1965年） - 美術
- いのちぼうにふろう（監督小林正樹、俳優座映画放送・東宝、1971年） - 美術

## 註
1. 1 2 3 4 5 6 7 8 9  水谷浩、『講談社 日本人名大辞典』、講談社、コトバンク、2010年3月4日閲覧。
2. 1 2 3 4 5 6  生誕100周年記念 美術監督 水谷浩の仕事、東京国立近代美術館フィルムセンター、2010年3月4日閲覧。
3. 1 2 3 4 5 6  水谷浩司・水谷浩、日本映画データベース、2010年3月4日閲覧。